# موزه جواهرات ملی ایران

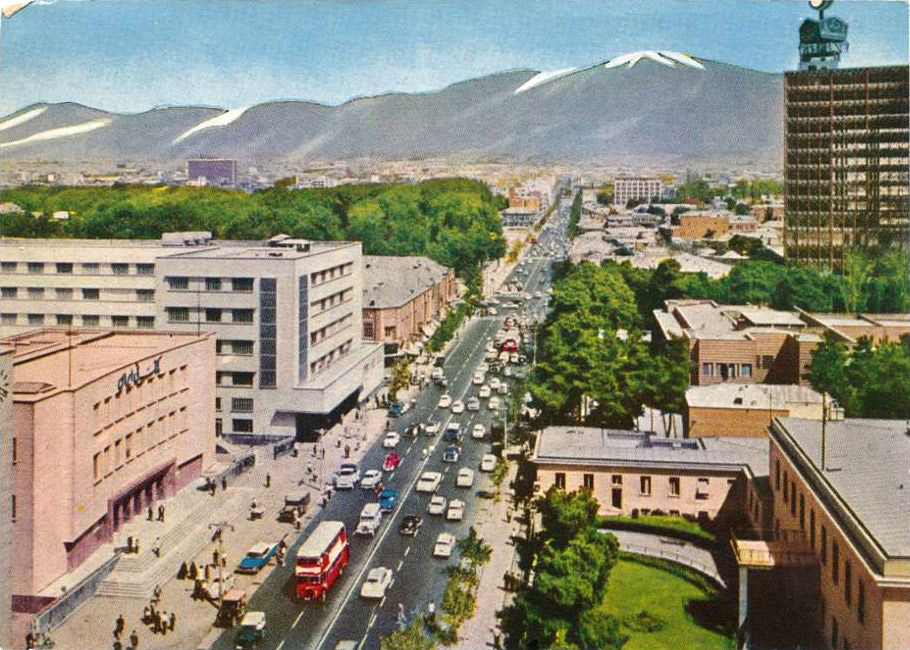
ساختمان موزهٔ جواهرات ملی در خیابان فردوسی، تهران (ساختمان سفید) در کنار شعبهٔ مرکزی بانک ملی ایران ۱۳۵۲

موزهٔ جواهرات ملی ایران در خزانهٔ بانک مرکزی ایران قرار دارد و به صورت موزه نیز استفاده می‌شود. این خزانه-موزه در ساختمان بانک مرکزی ایران در خیابان فردوسی، تهران قرار دارد.

## تاریخچهٔ موزهٔ جواهرات ملی
پادشاهان ایرانی تا پیش از دورهٔ صفوی نسبت به جمع‌آوری، حفظ و نگهداری جواهرات و سنگ‌های زینتی اقدام نکرده بودند. در دوران صفوی پادشاهان با ارسال سفرایی به کشورهای مجاور، اقدام به خرید، جمع‌آوری و حفظ جواهرات موجود و خریداری شده کردند.
پس از سقوط دودمان صفوی به دست هوتکیان، مقداری از این جواهرات به قندهار منتقل شد که با فتوحات نادرشاه بخش زیادی از آن‌ها به دست وی افتاد. نادرشاه افشار جهت بازپس‌گیری بخشی از این جواهرات که به هندوستان فرستاده شده بود، نامه‌های متعددی را برای محمدشاه گورکانی امپراتور گورکانی فرستاد، اما چون پاسخی نیافت با سپاه خویش راهی هندوستان شد. لشکرکشی نادر موجب آن شد که پادشاه هند هدایا و جواهرات زیادی را به نادرشاه اهدا کند. بخش زیادی از هدایا و غنایمی که نادرشاه از هندوستان جمع‌آوری نموده بود، هرگز به ایران نرسید.
نادرشاه پس از بازگشت به ایران به رسم آن روزگار بخشی از غنایم و هدایا را به حکام و امیران بخشید، مقداری از غنایم به آستان قدس رضوی و بخشی دیگر را به سپاهیان اعطا نمود.
پس از قتل نادرشاه یکی از سردارانش به نام احمدخان ابدالی به بخشی از این جواهرات از جمله الماس کوه نور دست یافت که بعدها به ملکه ویکتوریا اهدا شد و هرگز به ایران بازگردانده نشد.

## دوران قاجار و پهلوی
پس از مرگ آقامحمدخان قاجار برادرزاده‌اش فتحعلی‌شاه که علاقه فراوانی به جواهرات و تجملات درباری داشت، کوشش بسیاری در نگاهداری و ضبط آنها از جمله تخت نادری، تخت طاووس به عمل آورد و تاج کیانی به دستور او ساخته شد. در زمان ناصرالدین‌شاه ۴۸ تکه الماس درشت زرد توسط او خریداری شده و به مجموعه اضافه گردید. کرهٔ جواهرنشان نیز به فرمان او برای جمع‌آوری بخشی از این جواهرات ساخته شد.
با روی کار آمدن رضا شاه پهلوی، جواهرات سلطنتی به زیرزمین کاخ مرمر منتقل شد. در سال ۱۳۱۶ به موجب قانون مصوب ۲۵ آبان و پس از تکمیل ساختمان بانک ملی ایران قسمت عمدهٔ این جواهرات به موزهٔ جواهرات بانک ملی منتقل شد و پشتوانهٔ اسکناس و بعد از آن به عنوان وثیقهٔ اسناد بدهی دولت تعیین گردید. اولین بازدید عمومی از جواهرات ملی ایران، سال ۱۳۲۲ انجام گرفت.
در سال ۱۳۳۴ به دستور محمدرضا شاه پهلوی پروژهٔ ساخت خزانهٔ فعلی جواهرات ملی آغاز به کار کرد و در سال ۱۳۳۹ باحضور شاه افتتاح گردید.
این خزانه در ساختمان بانک مرکزی ایران قرار دارد و به صورت موزه نیز استفاده می‌شود. بسیاری از جواهرات سلطنتی ایران از دورهٔ صفوی، دورهٔ افشار، قاجار و پهلوی در این موزه به نمایش گذاشته شده است. از جمله این جواهرات می‌توان به الماس دریای نور، جقهٔ نادری، تاج شهبانو، تاج کیانی، کره جواهرنشان، تخت طاووس (قاجاری) (تخت خورشید) و تخت نادری اشاره کرد.

## نگارخانه

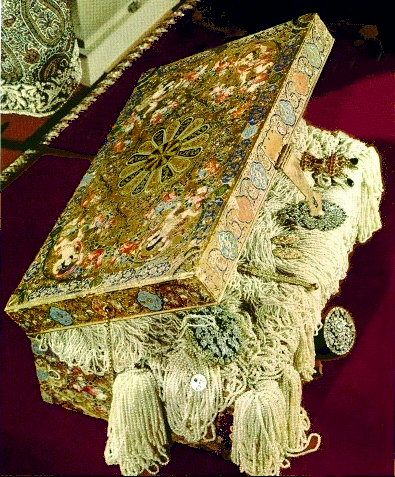
صندوق جواهرات مروارید
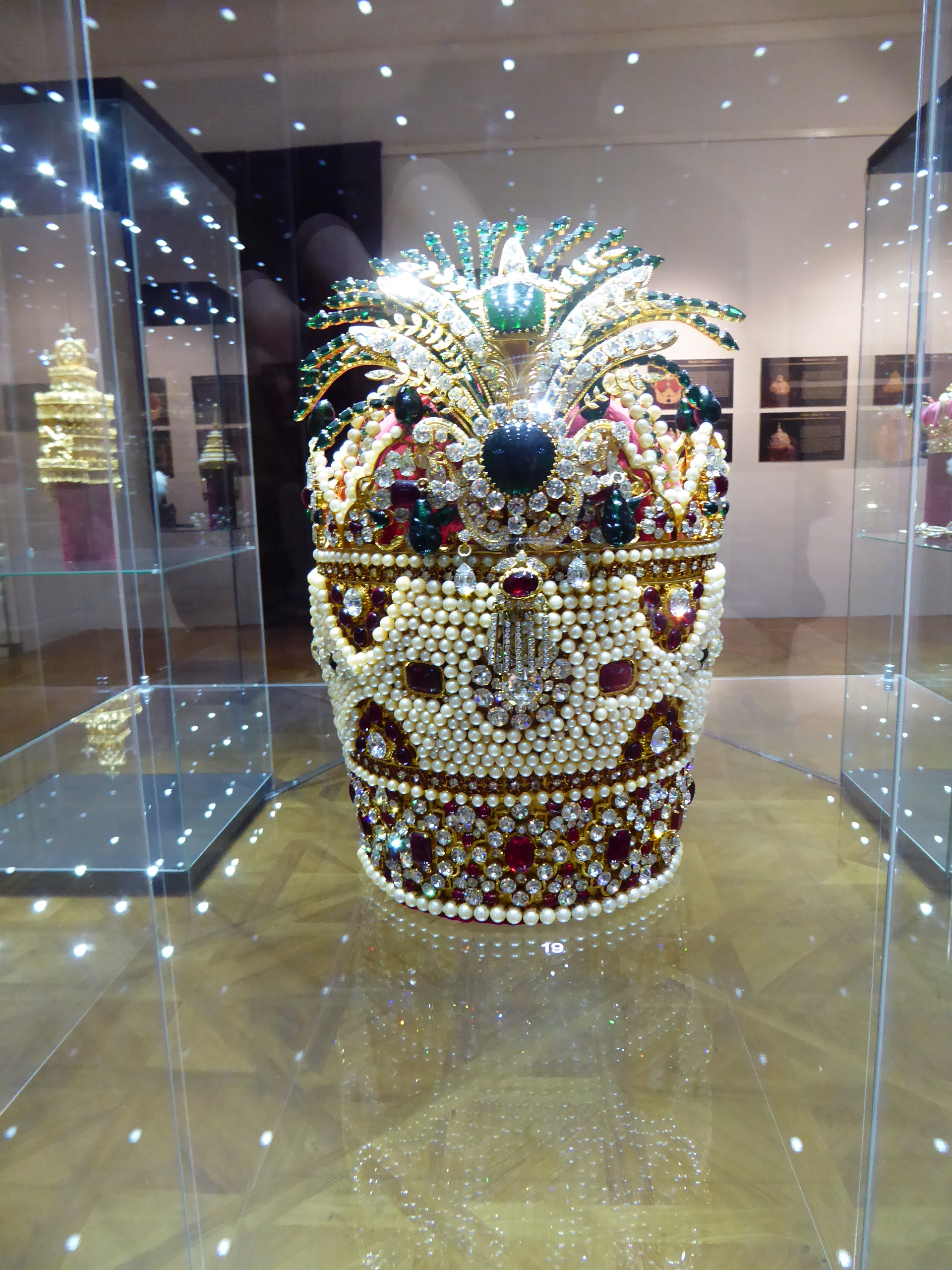
تاج کیانی
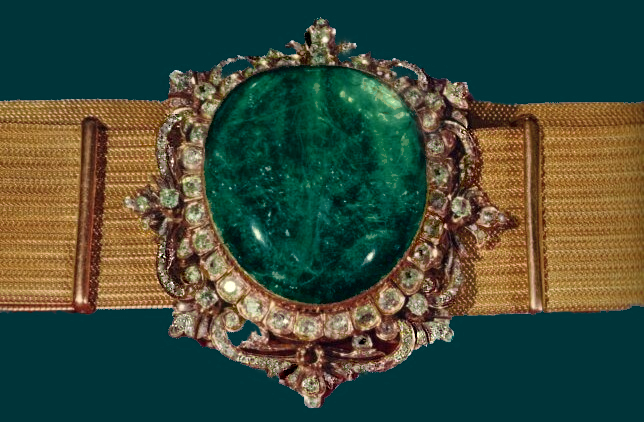
کمربند زرین
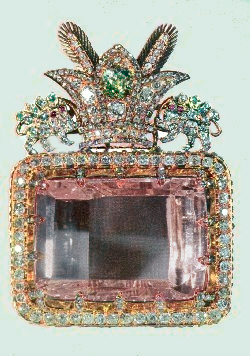
الماس دریای نور
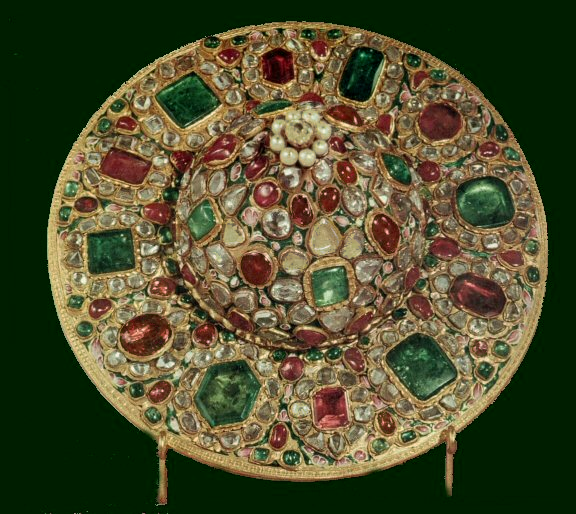
درپوش بشقاب نگین‌دار
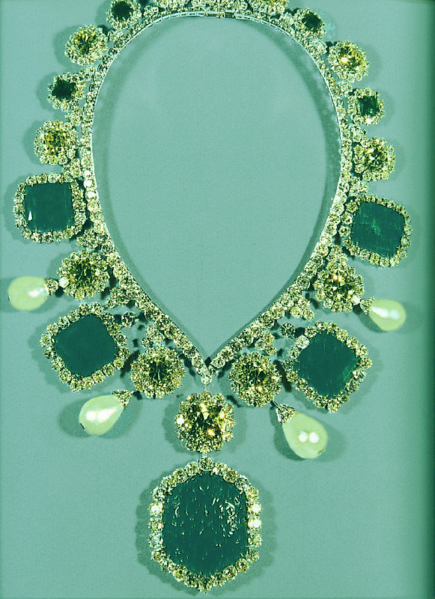
گردنبند فرح پهلوی
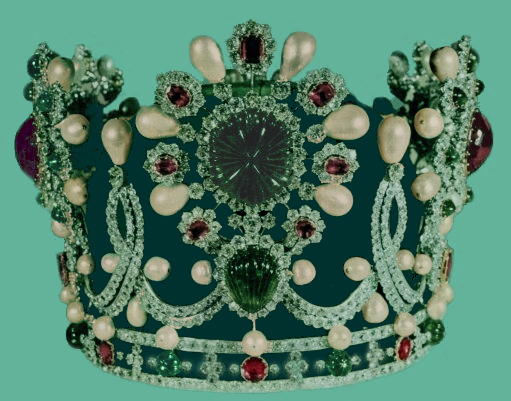
تاج شهبانو
کره جواهرنشان
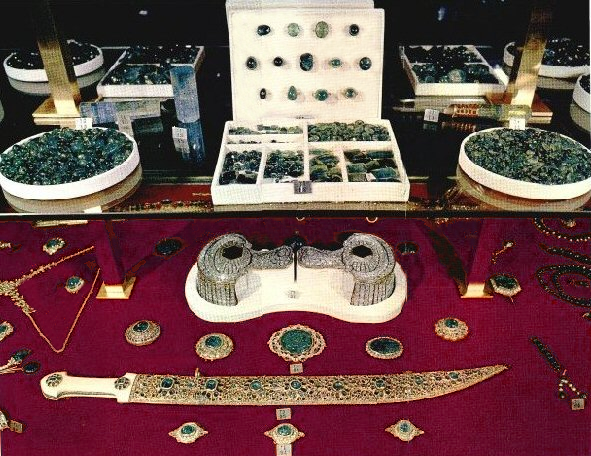
شمشیر نادرشاه
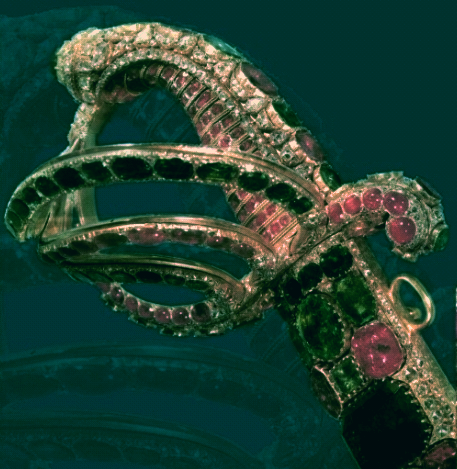
دسته شمشیر و غلاف متعلق به اتابک اعظم، معروف به «شمشیر شاهی» با ۳۰۰۰ سنگ تزیین شده از جمله زمرد، یاقوت، الماس و اندازه ۱۰۳ سانتی متر
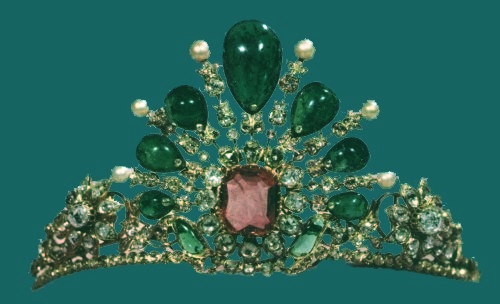
نیمتاج فاطمه پهلوی
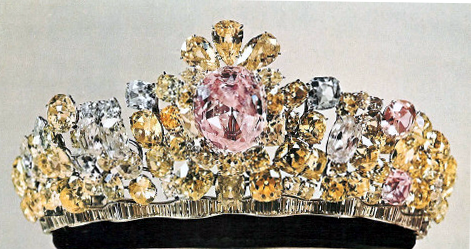
الماس نورالعین
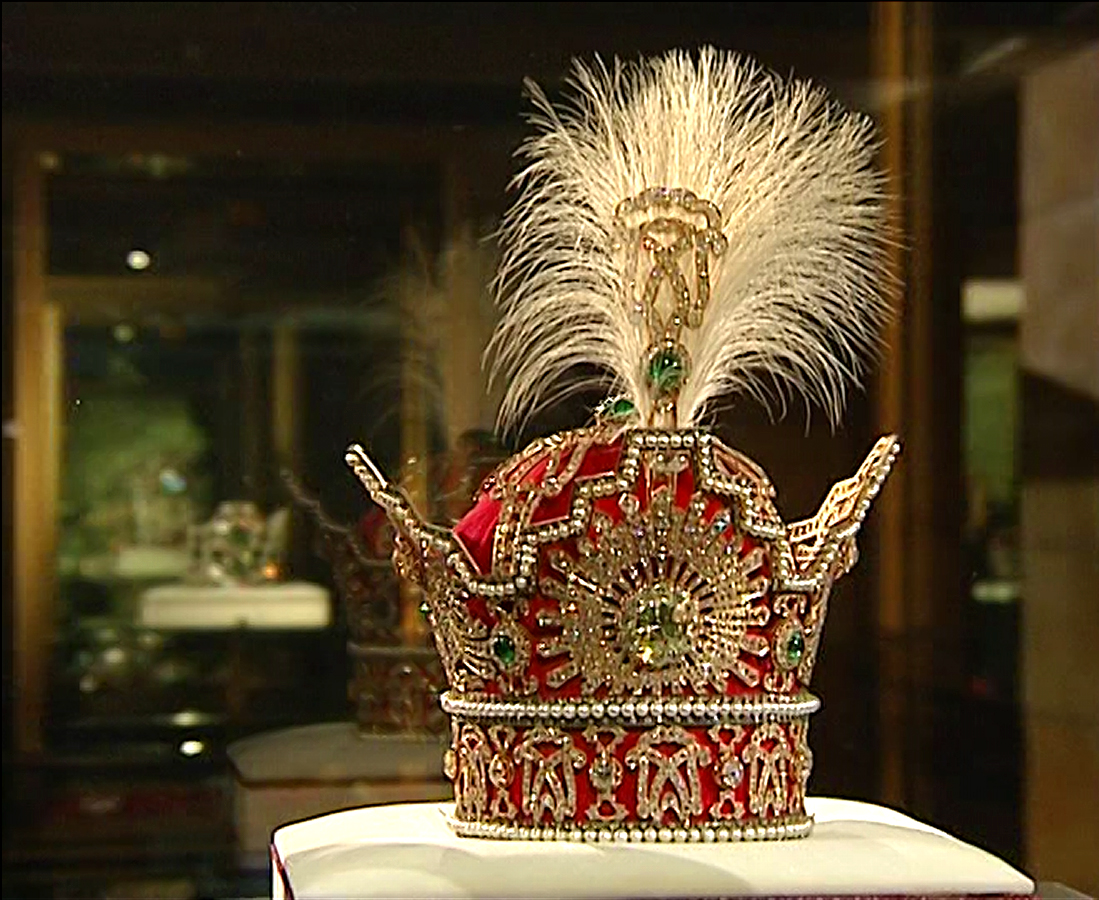
تاج پهلوی

## نشانی موزه جواهرات ملی ایران
تهران، میدان امام خمینی، خیابان فردوسی، نرسیده به چهار راه استانبول، نبش کوچه بانک مرکزی
ساختمان بانک مرکزی جمهوری اسلامی ایران، خزانه جواهرات ملی

## ساعات بازدید از خزانه جواهرات ملی
روزهای شنبه تا سه‌شنبه | ساعت 13:۰۰ تا 15:30
فروش بلیت تا ساعت ۱۶:۳۰
خزانه جواهرات ملی در روزهای چهارشنبه تا جمعه و همچنین تعطیلات رسمی تعطیل است.
از اسفند ماه سال ۱۳۹۸ به علت همه‌گیری ویروس کرونا، موزه تا اطلاع ثانوی تعطیل شد. این تعطیلی تا اردیبهشت ۱۴۰۳ ادامه داشت.

## مقررات بازدید
- برای بازدیدهای گروهی بیشتر از ۱۰ نفر تعیین وقت قبلی ضروری است.
- بازدید تنها برای افراد بالای ۱۲ سال سن مجاز است.
- بلیت بازدید از خزانه جواهرات ملی در حال حاضر تنها به صورت حضوری عرضه می‌شود.
- ورود وسائل همراه بازدیدکننده به خزانه جواهرات ملی (به غیر از کتابچه راهنما) ممنوع می‌باشد.
- پیش از ورود به خزانه، لازم است تمام وسایل شخصی (شامل انواع کیف، تلفن همراه، ساعت هوشمند، انواع دوربین، دسته کلید، فندک، سیگار و غیره) به باجه امانات تحویل گردد.
- پیش از ورود به خزانه، عبور از گیت بازرسی الزامی است.
- بازدید از خزانه در قالب گروه و با همراهی راهنما انجام می‌شود.
- توضیحات توسط راهنماهای خزانه جواهرات ملی صرفاً به زبان‌های فارسی و انگلیسی ارائه می‌شود.
- استفاده از خدمات راهنما برای بازدیدکنندگان محترم رایگان می‌باشد.
- خزانه جواهرات ملی دارای سه ردیف پلکان و فاقد آسانسور و پله برقی است.
- بسته به تعداد بازدیدکنندگان در هر روز، ممکن است دقایقی را در صف انتظار بگذرانید.[۳]